# Medicina funcional
Medicina funcional é uma forma de medicina alternativa que engloba uma série de métodos e tratamentos sem comprovação de eficácia. Seus proponentes afirmam focar nas "causas" das doenças com base nas interações entre o ambiente e o aparelho digestivo, endócrino e o sistema imunológico para desenvolver "planos de tratamento individualizado." Tem sido descrita como pseudociência, charlatanismo e, na sua essência, que é um reposicionamento da medicina complementar e alternativa.
Nos Estados Unidos, as práticas de medicina funcional são inelegíveis para a obtenção de créditos acadêmicos pela Academia Americana de Médicos de Família, por causa das preocupações de que podem ser prejudiciais.

## Leitura complementar
- Gorski, David (14 de abril de 2014). «Bill and Hillary Clinton go woo with Dr. Mark Hyman and 'functional medicine'». Science-Based Medicine